# Quesnel Highland
Quesnel Highland är ett berg i Kanada.   Det ligger i provinsen British Columbia, i den centrala delen av landet, 3 300 km väster om huvudstaden Ottawa. Toppen på Quesnel Highland är 1 143 meter över havet, eller 23 meter över den omgivande terrängen. Bredden vid basen är 0,49 km. Quesnel Highland ligger vid sjön Quesnel Lake.
Terrängen runt Quesnel Highland är huvudsakligen lite kuperad.Trakten runt Quesnel Highland är nära nog obefolkad, med mindre än två invånare per kvadratkilometer.. Det finns inga samhällen i närheten.
I omgivningarna runt Quesnel Highland växer i huvudsak barrskog.